# Ivisan
Ivisan (Bayan ng Ivisan) är en kommun i Filippinerna. Kommunen ligger på ön Panay, och tillhör provinsen Capiz. Folkmängden uppgår till 24 256 invånare.
Ivisan är indelat i 15 barangayer.